# Кастильо, Рауль
Рау́ль Касти́льо-младший (англ. Raúl Castillo Jr.; род. 30 августа 1977) — американский актёр, драматург и музыкант. Наиболее известен по роли Ричи в телесериале «В поиске» (2014-15) и завершающем его телефильме «В поиске — фильм-прощание» (2016).

## Биография
Кастильо родился в Мак-Аллене, штат Техас, в семье Рауля Х. Кастильо и Аделы «Аделиты» Родригес де Кастильо. У него есть старший брат, Тони, а также младшая сестра. Его родители иммигрировали из Рейносы, Мексика. Он был воспитан католиками. В 1999 году Рауль закончил Boston University College of Fine Arts. Является членом труппы театра «Лабиринт» в Нью-Йорке.
Кастильо снимается с 2005 года в короткометражных и полнометражных фильмах, в сериалах. В частности, он играл в картине «Достать ножи» (2019), в фильме Гая Ричи «Гнев человеческий» (2021). Помимо Рауля Кастильо, в картине сыграли Джейсон Стейтем, Скотт Иствуд, Джош Хартнетт и Post Malone.
Кастильо живёт в Адской кухне, Манхэттен.

## Фильмография
Кино
| Год  | Название на русском        | Оригинальное название  | Роль              | Примечания             |
| ---- | -------------------------- | ---------------------- | ----------------- | ---------------------- |
| 2005 | Непорочное восприятие      | Immaculate Perception  | Хосе              | Короткометражный фильм |
| 2005 | Головастики                | Tadpoles               | мужчина           | Короткометражный фильм |
| 2007 | Отрицание                  | The Negative           | Рик Дель Валле    | Короткометражный фильм |
| 2007 | Амексикано                 | Amexicano              | Игнасио           |                        |
| 2008 | Путешествие                | Paraíso Travel         | Карлос            |                        |
| 2008 | Арройо Секо                | Arroyo Seco            |                   | Короткометражный фильм |
| 2009 | Не дай мне утонуть         | Don’t Let Me Drown     | Алекс             |                        |
| 2010 | Холодная погода            | Cold Weather           | Карлос            |                        |
| 2010 | Такси Гариба Наваза        | Gareeb Narwaz’s Taxi   | Мэнни             | Короткометражный фильм |
| 2011 |                            | Lorimer                | Ричи              | Короткометражный фильм |
| 2011 | Наркокорридо               | Narcocorrido           | Эктор             | Короткометражный фильм |
| 2012 |                            | Hated                  | пассажир в поезде |                        |
| 2012 | Мой лучший день            | My Best Day            | Нил               |                        |
| 2012 | Местные туристы            | Local Tourists         | Сал               | Короткометражный фильм |
| 2012 | Поцелуй меня               | Kiss Me                | Варгас            | Короткометражный фильм |
| 2012 |                            | #ImHere — THE CALL     | Раф               | Короткометражный фильм |
| 2013 | Благослови меня, Ультима   | Bless Me, Ultima       | Эндрю             |                        |
| 2015 | Сладости                   | Sweets                 | Линкольн          |                        |
| 2015 | Смотреть на солнце         | Staring in the Sun     | Сонни             |                        |
| 2016 | Специальные корреспонденты | Special Correspondents | Доминго           |                        |
| 2017 | Разрешение                 | Permission             | Херон             |                        |
| 2018 | Мы, животные               | We the Animals         | Папс              |                        |
| 2018 | Не в себе                  | Unsane                 | Джейкоб           |                        |
| 2019 | Достать ножи               | Knives Out             | полицейский       |                        |
| 2021 | Маленькая рыбка            | Little Fish            | Бен               |                        |
| 2021 | Мать/Андроид               | Mother/Android         | Артур             |                        |
| 2021 | Армия мертвецов            | Army of the Dead       | Мики Гусман       |                        |
| 2021 | Гнев человеческий          | Wrath of Man           | Сэм               |                        |
| 2021 | Клыки ночи                 | Night Teeth            | Джей Перес        |                        |
| 2022 | В ритме ча-ча-ча           | Cha Cha Real Smooth    | Джозеф            |                        |
| 2022 | Прорваться в НБА           | Hustle                 | Оскар             |                        |
| 2022 | Проверка                   | The Inspection         | Росалес           |                        |
| 2024 | Дыши!                      | Breathe                | Мика              |                        |

Телевидение
| Год     | Название на русском       | Оригинальное название | Роль                | Примечания                                               |
| ------- | ------------------------- | --------------------- | ------------------- | -------------------------------------------------------- |
| 2009    | Сестра Джеки              | Nurse Jackie          | Джозеф              | Эпизод: «Nose Bleed»                                     |
| 2009    | Закон и порядок           | Law & Order           | Эдди Бланко         | Эпизод: «Boy Gone Astray»                                |
| 2009    | Все мои дети              | All My Children       | Карлос              | 1 эпизод                                                 |
| 2009    | Схватка                   | Damages               | коп                 | Эпизод: «Drive It Through Hardcore»                      |
| 2012    | Девушка                   | The Girl              | пограничник         | Телевизионный фильм                                      |
| 2013    | Убийство на Манхэттене    | Murder in Manhattan   | Нельсон             | Телевизионный фильм                                      |
| 2013    | Голубая кровь             | Blue Bloods           | Рауль               | Эпизод: «No Regrets»                                     |
| 2014-15 | В поиске                  | Looking               | Ричи Донадо Вентура | 14 эпизодов                                              |
| 2015    | Готэм                     | Gotham                | Эдуардо Фламинго    | Эпизод: «Rise of the Villains: A Bitter Pill to Swallow» |
| 2016    | В поиске — фильм-прощание | Looking: The Movie    | Ричи Донадо Вентура | Телевизионный фильм                                      |
| 2016    | Проще простого            | Easy                  | Берни               | Эпизод: «Controlada»                                     |
| 2017    | Ривердейл                 | Riverdale             | Оскар Кастильо      | Эпизод: «Chapter Five: Heart of Darkness»                |
| 2017    | Нетипичный                | Atypical              | Ник                 | Повторяющаяся роль, 8 эпизодов                           |
| 2018    | Семь секунд               | Seven Seconds         | Феликс Осорио       | Постоянная роль, 10 эпизодов                             |